# Kyselina isoftalová
Kyselina isoftalová (systematický název kyselina benzen-1,3-dikarboxylová je aromatická dikarboxylová kyselina. Společně s kyselinou ftalovou a tereftalovou jde o jeden z izomerů kyseliny benzendikarboxylové.

## Výroba
Ročně se vyrábí miliony tun kyseliny isoftalové oxidací metaxylenu kyslíkem. Katalyzátorem reakce je kobalt s manganem, při laboratorní přípravě lze použít také kyselinu chromovou. Také je možné tuto kyselinu vyrobit reakcí metasulfobenzoanu (nebo metabrombenzoanu) sodného s mravenčanem draselným, při tom vzniká také kyselina tereftalová.

## Použití
Kyselina isoftalová a další aromatické dikarboxylové kyseliny se používají (ve formě acylchloridů) jako prekurzory mnoha významných polymerů jako je například ohnivzdorný materiál Nomex.